# Satz von Motzkin
Der Satz von Motzkin ist ein mathematischer Lehrsatz, der auf eine Arbeit des Mathematikers Theodore Samuel Motzkin aus dem Jahr 1935 zurückgeht. Er behandelt die Frage der Charakterisierung konvexer Teilmengen des euklidischen Raums und ist angesiedelt im Übergangsfeld zwischen Analysis, Geometrie und der Theorie der topologischen Vektorräume.

## Formulierung des Satzes
Der Monographie von Jürg T. Marti folgend lässt sich der Satz wie folgt formulieren:
Im {\displaystyle \mathbb {R} ^{n}\;(n\in \mathbb {N} )} ist eine motzkinsche Menge stets konvex.

## Verallgemeinerung
Im Jahre 1951 erhielten Frederick Arthur Ficken und Victor LaRue Klee in Verallgemeinerung des Motzkin’schen Satzes den folgenden Charakterisierungssatz für konvexe Mengen in reellen Hilberträumen:
Jede beschränkt kompakte motzkinsche Menge in einem reellen Hilbertraum ist konvex.

## Erläuterungen und Anmerkungen
- Ist {\displaystyle X} ein metrischer Raum mit der zugehörigen Abstandsfunktion {\displaystyle d}, so bezeichnet man eine nichtleere abgeschlossene Teilmenge {\displaystyle T\subseteq X} als motzkinsche Menge, falls es zu jedem Raumpunkt {\displaystyle x_{0}\in X} genau einen Raumpunkt {\displaystyle x_{1}\in T} gibt, der nach Maßgabe der Abstandsfunktion {\displaystyle d} dem Raumpunkt {\displaystyle x_{0}} am nächsten liegt. Manche Autoren nennen eine solche Menge auch eine tschebyschewsche Menge.[9][10]
- In einem metrischen Raum {\displaystyle X} mit der Abstandsfunktion {\displaystyle d} ist eine nichtleere abgeschlossene Teilmenge {\displaystyle T\subseteq X} demzufolge eine  motzkinsche Menge genau dann, wenn es zu jedem  {\displaystyle x_{0}\in X} genau ein {\displaystyle x_{1}\in T} gibt mit {\displaystyle d(x_{1},x_{0})=\inf _{y\in T}{d(y,x_{0})}}. Ist {\displaystyle X} dabei sogar ein normierter Vektorraum mit {\displaystyle \|\cdot \|} als Norm und der durch {\displaystyle (x,y)\mapsto d(x,y)=\|x-y\|} gegebenen Abstandsfunktion, so ist hier eine nichtleere abgeschlossene Teilmenge {\displaystyle T\subseteq X} eine  motzkinsche Menge genau dann, wenn es zu jedem  {\displaystyle x_{0}\in X} genau ein {\displaystyle x_{1}\in T} gibt mit {\displaystyle \|x_{1}-x_{0}\|=\inf _{y\in T}{\|y-x_{0}\|}}.[11]
- Der euklidische Raum {\displaystyle \mathbb {R} ^{n}\;(n\in \mathbb {N} )} wird stets als mit dem Standardskalarprodukt und der damit gegebenen geometrischen und metrischen Struktur versehen betrachtet.
- In einem normierten Vektorraum {\displaystyle X} nennt man – gemäß Marti – eine Teilmenge {\displaystyle K\subseteq X} beschränkt kompakt, wenn für jede natürliche Zahl {\displaystyle n} die {\displaystyle X}-Teilmenge {\displaystyle \{x\in K\colon \|x\|\leq n\}} dort eine kompakte Teilmenge ist.[12]
- In einem strikt konvexen normierten Raum ist jede nichtleere kompakte konvexe Teilmenge eine motzkinsche Menge.[12]
- In einem strikt konvexen reflexiven Banachraum – und folglich auch in jedem Hilbertraum – ist jede nichtleere abgeschlossene konvexe Teilmenge eine motzkinsche Menge.[12]
- Der Satz von Motzkin lässt sich aus dem Auswahlsatz von Blaschke gewinnen.[13]
- In seinem Lehrbuch Konvexe Mengen bewertet Kurt Leichtweiß den Satz von Motzkin – wenngleich er ihn nicht ausdrücklich unter diesem Namen darstellt – als eine bemerkenswerte, von T. S. Motzkin stammende Charakterisierung der Konvexität bei abgeschlossenen Untermengen des euklidischen Raumes.[14]